# Norops mestrei
Norops mestrei este o specie de șopârle din genul Norops, familia Polychrotidae, descrisă de Thomas Barbour și Ramsden 1916. Conform Catalogue of Life specia Norops mestrei nu are subspecii cunoscute.